# Joe Veillette
 (février 2021).
La mise en forme du texte ne suit pas les recommandations de Wikipédia : il faut le « wikifier ».
Les points d'amélioration suivants sont les cas les plus fréquents. Le détail des points à revoir est peut-être précisé sur la page de discussion.
- Les titres sont pré-formatés par le logiciel. Ils ne sont ni en capitales, ni en gras.
- Le texte ne doit pas être écrit en capitales (les noms de famille non plus), ni en gras, ni en italique, ni en « petit »…
- Le gras n'est utilisé que pour surligner le titre de l'article dans l'introduction, une seule fois.
- L'italique est rarement utilisé : mots en langue étrangère, titres d'œuvres, noms de bateaux, etc.
- Les citations ne sont pas en italique mais en corps de texte normal. Elles sont entourées par des guillemets français : « et ».
- Les listes à puces sont à éviter, des paragraphes rédigés étant largement préférés. Les tableaux sont à réserver à la présentation de données structurées (résultats, etc.).
- Les appels de note de bas de page (petits chiffres en exposant, introduits par l'outil «  Source ») sont à placer entre la fin de phrase et le point final[comme ça].
- Les liens internes (vers d'autres articles de Wikipédia) sont à choisir avec parcimonie. Créez des liens vers des articles approfondissant le sujet. Les termes génériques sans rapport avec le sujet sont à éviter, ainsi que les répétitions de liens vers un même terme.
- Les liens externes sont à placer uniquement dans une section « Liens externes », à la fin de l'article. Ces liens sont à choisir avec parcimonie suivant les règles définies. Si un lien sert de source à l'article, son insertion dans le texte est à faire par les notes de bas de page.
- La présentation des références doit suivre les conventions bibliographiques. Il est recommandé d'utiliser les modèles {{Ouvrage}}, {{Chapitre}}, {{Article}}, {{Lien web}} et/ou {{Bibliographie}}. Le mode d'édition visuel peut mettre en forme automatiquement les références.
- Insérer une infobox (cadre d'informations à droite) n'est pas obligatoire pour parachever la mise en page.

Pour une aide détaillée, merci de consulter Aide:Wikification.
Si vous pensez que ces points ont été résolus, vous pouvez retirer ce bandeau et améliorer la mise en forme d'un autre article.
Pour les articles homonymes, voir Veillette.
Joe Veillette (né le 13 mars 1946), est luthier et propriétaire de Veillette Guitars. Il se spécialise dans la fabrication de guitares, basses et autres instruments à cordes inhabituels et innovants. La liste diversifiée de clients de Veillette comprend John Sebastian, James Taylor, Ani DiFranco, Dave Matthews, John Mayer, Jorma Kaukonen,  Steve Miller, Todd Rundgren, Chris Martin, Jimmy Vivino, Tim Pierce, Colin Hay, David Déchiré, Brian May, Kaki King, Neal Schon, Mike McCready, Eddie Van Halen et d'autres joueurs notables.

## Études
Veillette est originaire de Brooklyn, New York. Il a obtenu un baccalauréat en architecture au City College of New York, et a ensuite été employé comme concepteur d'architecture sur Park Avenue.

## Société
Il a suivi un cours de fabrication de guitare, enseigné par le luthier Michael Gurian en 1971, pour apprendre à réparer la poupée cassée de sa Gibson J-45. Il s'est intéressé à la construction de guitares et a fait équipe avec son collègue étudiant en architecture Harvey Citron et a formé Veillette-Citron en 1976,. Veillette-Citron a collaboré avec John Sebastian pour développer et commercialiser la première guitare baryton de série. Veillette-Citron a été le pionnier de la construction manche traversant, a fait des innovations dans l'électronique des instruments et a établi de nouvelles tendances dans l conception de basse électrique moderne. Les premiers instruments Veillette-Citron sont rares et très recherchés en raison de leur excellence en matière de savoir-faire et de conceptions innovantes. La société a déménagé de Brooklyn à Kingston NY en 1976. Le partenariat a duré jusqu'en 1983.
Veillette a créé Woodstock Music Products en 1991, en partenariat avec le bassiste Stuart Spector. L'une des innovations de Veillette développées au cours de ce partenariat était le manche Deep-6, qui permettait une conversion baryton pour des instruments de style Fender. Veillette, en collaboration avec le bassiste Michael Tobias, a développé la ligne d'instruments Avante pour Alvarez. Le partenariat Veillette/Spector prend fin en 1994.
Veillette a ensuite fondé Veillette Guitars, à Woodstock NY. Il s'est concentré sur la fabrication d'instruments inhabituels, plutôt que d'essayer de rivaliser sur un marché saturé de fabricants de clones OEM. L'une de ses guitares les plus remarquables est la Gryphon - une guitare courte (18,5,1 ”) à 12 cordes à l'échelle D-D accordée à l'unisson, presque une octave complète au-dessus de l'accordage standard. Cet instrument peut être joué pour sonner comme une mandoline, bouzouki, Cuatro_(instrument) cuatro, et d'autres instruments folkloriques traditionnels. Veillette a autorisé la production de son modèle acoustique Gryphon en tant qu'importation de haute qualité en provenance de Corée, et a relancé le nom Avante pour commercialiser cet instrument ainsi que des versions du baryton acoustique 6 et 12 cordes pour lesquelles il est également connu,.
Veillette est un musicien accompli, et a travaillé comme guitariste et chanteuse de session. Sa contribution parait dans l'album 2005 de Krishna Das «All One», avec Walter Becker à la basse, le batteur Rick Allen, le joueur de tabla Ty Burhoe et le guitariste / compositeur David Nichtern. Il avait également joué sur des albums de John Sebastian, Jorma Kaukonen et Manowar.